# Teofilo III di Gerusalemme

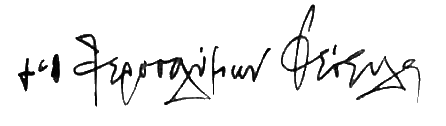
Firma di Teofilo III

Teofilo III (in greco: Theofilos III (Θεόφιλος Γ΄), nato Ilias Giannopoulos (Ηλίας Γιαννόπουλος); Gargalianoi, 4 aprile 1952) è l'attuale primate della Chiesa ortodossa di Gerusalemme. In carica dal 2005, possiede i titoli di patriarca della Città Santa di Gerusalemme e di tutta la Palestina, la Siria, l'Arabia, l'oltre Giordano, Cana di Galilea e la Santa Sion.

## Biografia
Il futuro patriarca nacque nel villaggio di Gargalianoi, nell'unità periferica greca di Messenia, il 4 aprile 1952. Nel 1964, all'età di 12 anni, entrò a far parte della Fraternità del Santo Sepolcro e andò a Gerusalemme, dove proseguì gli studi. Il 28 giugno 1970 prese i voti, scegliendo il nome di Teofilo, alla presenza del patriarca Benedetto. Poco dopo fu ordinato ierodiacono, per poi divenire arcidiacono. Nel 1975 fu consacrato ieromonaco.
Dal 1975 al 1978 studiò teologia presso l'Università di Atene. Successivamente fu elevato al rango di archimandrita. Dal 1981 al 1986 studiò all'Università di Durham nel Regno Unito, dove conseguì una laurea magistrale. Successivamente seguì dei corsi presso l'Università Ebraica di Gerusalemme. Oltre al greco, sua lingua natia, Teofilo parla anche l'inglese, l'arabo e l'ebraico. Dal 1986 al 1988 ricoprì l'incarico di segretario per le relazioni esterne del patriarcato ortodosso di Gerusalemme.
Dal 1991 al 1996 servì come sacerdote a Cana, in Galilea, dove la comunità cristiana è composta prevalentemente da arabi israeliani. Qui diede vita all'associazione "Nour al Masih" ("Luce di Cristo") ai fini dell'evangelizzazione. Dal 2000 al 2003 fu rappresentante del proprio patriarcato presso la Chiesa ortodossa russa, ma si recò a Mosca solo raramente. Il 14 febbraio 2005 fu consacrato vescovo di Tabor. Nel maggio dello stesso anno il patriarca Ireneo fu deposto dal Sinodo locale, poiché coinvolto in una serie di controverse operazioni immobiliari.
Il 22 agosto 2005 il Santo Sinodo elesse all'unanimità Teofilo III come 141° primate della Chiesa ortodossa di Gerusalemme. La decisione fu successivamente confermata dal sinodo pan-ortodosso di Costantinopoli. La cerimonia di intronizzazione ebbe luogo il 22 novembre. La sua elezione al soglio patriarcale è stata riconosciuta ufficialmente dal governo di Israele solo nel dicembre 2007.
Il 25 febbraio 2018, davanti alle porte chiuse della Basilica del Santo Sepolcro, legge un comunicato congiunto delle chiese greca ortodossa, cattolica e armena, annunciando che sono state chiuse per protestare contro la decisione delle autorità municipali di Gerusalemme di cambiare lo "statu quo" della città, annullando l'esenzione d'imposta delle chiese cristiane e introducendo una proposta di legge per poter espropriare dei terreni e degli immobili a loro appartenenti, e accusa le autorità israeliane di praticare la discriminazione e il razzismo contro i cristiani. A partire dal 28 febbraio il comune di Gerusalemme sospende la richiesta di tasse e la proposta di legge in discussione alla Knesset sulle proprietà delle chiese è congelata.